# Ariane 2
Die Ariane 2 war eine europäische Trägerrakete und das zweite Modell aus der Serie der Ariane-Raketen.

## Technik
Der Aufbau der Ariane 2 war fast gleich mit dem der Ariane 1. Es wurde lediglich der Schub der Triebwerke der ersten und zweiten Stufe erhöht und die Treibstoffkombination auf die Hypergole Kombination Stickstofftetroxid/UH 25 umgestellt. Außerdem wurde die dritte Stufe verlängert und die Rakete erhielt eine neue Nutzlastverkleidung, deren Spitze ein Doppelkegel war. Dadurch vergrößerte sich die Höhe der Rakete auf 49 m und das Startgewicht auf 219 t.
Die Nutzlast, die von der Ariane 2 in eine geostationäre Bahn gebracht werden konnte, betrug 2175 kg, 325 kg mehr als die Ariane 1.

## Starts
Es gab sechs Starts der Ariane 2. Der erste fand am 31. Mai 1986 statt (nach Ortszeit noch 30. Mai), fast zwei Jahre nach dem Erstflug der Ariane 3. Dieser Start war ein Fehlschlag, die restlichen fünf waren erfolgreich, wobei der letzte im Jahr 1989 stattfand.
Die Ariane 2 startete ausschließlich Satelliten der Serie INTELSAT V-A und Hochleistungsfernsehsatelliten, die auf der Satellitenplattform Spacebus 300 basierten.
Fünf Ariane 2 hoben vom Startplatz ELA-1 und eine (wie zwei Ariane 3) von einer für diesen Zweck gebauten besonders hohen Startplattform auf dem für die Ariane 4 errichteten Startplatz ELA-2 ab, um diesen vor der Ankunft der ersten Ariane 4 zu testen und die Startrate zu erhöhen.
Dies ist eine vollständige Liste aller Ariane-2-Starts.
| Startzeitpunkt (UTC) | Flug Nr. | Nutzlast                                                | Startplatz | Orbit 1 | Anmerkungen                           |
| -------------------- | -------- | ------------------------------------------------------- | ---------- | ------- | ------------------------------------- |
| 31. Mai 1986 00:53   | V18      | Intelsat V-A F 14 (Kommunikationssatellit), ca. 2000 kg | ELA 1      | Absturz | Fehlstart Dritte Stufe zündete nicht. |
| 21. Nov. 1987 02:19  | V20      | TV-SAT 1 (Hochleistungsfernsehsatellit), 2077 kg        | ELA 2      | GTO     | Erfolg                                |
| 17. Mai 1988 23:58   | V23      | Intelsat V-A F 13 (Kommunikationssatellit), ca. 2000 kg | ELA 1      | GTO     | Erfolg                                |
| 28. Okt. 1988 02:17  | V26      | TDF 1 (Hochleistungsfernsehsatellit), 2130 kg           | ELA 1      | GTO     | Erfolg                                |
| 27. Jan. 1989 01:21  | V28      | Intelsat V-A F 15 (Kommunikationssatellit), ca. 2000 kg | ELA 1      | GTO     | Erfolg                                |
| 2. April 1989 02:28  | V30      | Tele-X (Hochleistungsfernsehsatellit), 2140 kg          | ELA 1      | GTO     | Erfolg                                |